# 宽叶葶苈
宽叶葶苈（学名：Draba nemorosa f. latifolia）为十字花科葶苈属葶苈下的一个变型。分布于中国大陆的新疆、青海、四川、陕西等地，生长于海拔1,700米至4,200米的地区，多生在山坡和林间草地，目前尚未由人工引种栽培。

## 扩展阅读
- 維基物種上的相關：宽叶葶苈